# Special Olympics Mexiko
Special Olympics Mexiko (englisch: Special Olympics Mexico) ist der mexikanische Verband von Special Olympics International, der weltweit größten Sportbewegung für Menschen mit geistiger Beeinträchtigung und Mehrfachbeeinträchtigung. Ziel ist die sportliche Förderung dieser Personengruppe und die Sensibilisierung der Gesellschaft für sie. Außerdem betreut der Verband die mexikanischen Athletinnen und Athleten bei den Special Olympics Wettbewerben.

## Geschichte
Special Olympics Mexiko wurde 1987 mit Sitz in Mexiko-Stadt gegründet.

## Aktivitäten
2015 waren 31.411 Athletinnen, Athleten und Unified Partner sowie 4.323 Trainer bei Special Olympics Mexiko registriert.
Der Verband nahm 2016 an den Programmen Athlete Leadership, Healthy Athletes, Young Athletes, Motor Activities Training Program (MATP), Family Support Network, Volunteer Program und Unified Sports teil, die von Special Olympics International ins Leben gerufen worden waren.

### Sportarten
Folgende Sportarten wurden 2016 vom Verband angeboten:
- Basketball (Special Olympics)
- Boccia (Special Olympics)
- Bowling (Special Olympics)
- Eiskunstlauf (Special Olympics)
- Floorhockey (Special Olympics)
- Freiwasserschwimmen
- Fußball (Special Olympics)
- Golf (Special Olympics)
- Kraftdreikampf (Special Olympics)
- Leichtathletik (Special Olympics)
- Radsport (Special Olympics)
- Roller Skating (Special Olympics)
- Rhythmische Sportgymnastik (Special Olympics)
- Shorttrack (Special Olympics)
- Schwimmen (Special Olympics)
- Softball
- Tennis (Special Olympics)
- Tischtennis (Special Olympics)
- Turnen (Special Olympics)
- Volleyball (Special Olympics)

### Teilnahme an Weltspielen vor 2020
(Quelle: )
- 2011 Special Olympics World Summer Games, Athen
- 2013 Special Olympics World Winter Games, PyeongChang, Südkorea
- 2015 Special Olympics World Summer Games, Los Angeles, USA (90 Athletinnen und Athleten)
- 2019 Special Olympics World Summer Games, Abu Dhabi, Vereinigte Arabische Emirate (32 Athletinnen und Athleten)[3]

### Teilnahme an den Special Olympics World Summer Games 2023 in Berlin
Special Olympics Mexiko nahm an den Special Olympics World Summer Games 2023 teil. Die Delegation aus 43 Personen wurde vor den Spielen im Rahmen des Host Town Program von  Lüdenscheid betreut. Das Team gewann bei diesen Weltspielen 13 Gold-, 7 Silber- und 11 Bronzemedaillen.

### Teilnahme an Weltspielen nach 2023
- 2025 Special Olympics World Winter Games, Turin, Italien (19 Athletinnen und Athleten)[7]